# هيثم السلوم
هيثم عبد الناصر السلوم لاعب كرة قدم سعودي و يلعب في الوسط.

## مسيرة اللاعب
لعب في الفئات السنية في نادي الرائد ولعب بعدها مع نادي القوارة.